# 修道女フィデルマシリーズ
『修道女フィデルマシリーズ』（しゅうどうじょフィデルマシリーズ、Sister Fidelma）は、イングランドの推理作家ピーター・トレメインによる推理小説のシリーズ。
7世紀のアイルランド・モアン王国（現在のマンスター地方）を舞台に、修道女で王の妹、弁護士・裁判官の資格も持つ美貌の女性フィデルマが探偵役を務めるシリーズ。1993年に発表された短編「まどろみの中の殺人」で初登場。

## シリーズ一覧
| #  | 邦題                       | 原題                            | 刊行年月   | 刊行年月   | ISBN                                                    | レーベル                   | 訳者       | 備考               |
| -- | -------------------------- | ------------------------------- | ---------- | ---------- | ------------------------------------------------------- | -------------------------- | ---------- | ------------------ |
| 1  | 死をもちて赦されん         | Absolution By Murder            | 1994年9月  | 2011年1月  | ISBN 978-4-488-21815-7                                  | 東京創元社〈創元推理文庫〉 | 甲斐萬里江 |                    |
| 2  | サクソンの司教冠（ミトラ） | Shroud for the Archbishop       | 1995年1月  | 2012年3月  | ISBN 978-4-488-21816-4                                  | 東京創元社〈創元推理文庫〉 | 甲斐萬里江 | 巻末解説：若竹七海 |
| 3  | 幼き子らよ、我がもとへ     | Suffer Little Children          | 1995年10月 | 2007年9月  | [上] ISBN 978-4-488-21809-6 [下] ISBN 978-4-488-21810-2 | 東京創元社〈創元推理文庫〉 | 甲斐萬里江 | 訳者あとがき       |
| 4  | 蛇、もっとも禍し           | The Subtle Serpent              | 1996年7月  | 2009年11月 | [上] ISBN 978-4-488-21812-6 [下] ISBN 978-4-488-21813-3 | 東京創元社〈創元推理文庫〉 | 甲斐萬里江 | 巻末解説：田中芳樹 |
| 5  | 蜘蛛の巣                   | The Spider's Web                | 1997年4月  | 2006年10月 | [上] ISBN 978-4-488-21807-2 [下] ISBN 978-4-488-21808-9 | 東京創元社〈創元推理文庫〉 | 甲斐萬里江 | 訳者あとがき       |
| 6  | 翳深き谷                   | Valley of the Shadow            | 1998年4月  | 2013年12月 | [上] ISBN 978-4-488-21818-8 [下] ISBN 978-4-488-21819-5 | 東京創元社〈創元推理文庫〉 | 甲斐萬里江 | 巻末解説：酒井貞道 |
| 7  | 消えた修道士               | The Monk Who Vanished           | 1999年2月  | 2015年11月 | [上] ISBN 978-4-488-21820-1 [下] ISBN 978-4-488-21821-8 | 東京創元社〈創元推理文庫〉 | 甲斐萬里江 | 巻末解説：若林踏   |
| 8  | 憐れみをなす者             | Act of Mercy                    | 1999年11月 | 2021年2月  | [上] ISBN 978-4-488-21823-2 [下] ISBN 978-4-488-21824-9 | 東京創元社〈創元推理文庫〉 | 田村美佐子 | 訳者あとがき       |
| 9  | 修道女フィデルマの叡智     | Hemlock At Vespers （短編集）   | 2000年3月  | 2009年6月  | ISBN 978-4-488-21811-9                                  | 東京創元社〈創元推理文庫〉 | 甲斐萬里江 | 巻末解説：村上貴史 |
| 9  | 修道女フィデルマの洞察     | Hemlock At Vespers （短編集）   | 2000年3月  | 2010年6月  | ISBN 978-4-488-21814-0                                  | 東京創元社〈創元推理文庫〉 | 甲斐萬里江 | 巻末解説：川出正樹 |
| 9  | 修道女フィデルマの探求     | Hemlock At Vespers （短編集）   | 2000年3月  | 2012年12月 | ISBN 978-4-488-21817-1                                  | 東京創元社〈創元推理文庫〉 | 甲斐萬里江 | 訳者あとがき       |
| 10 | 昏き聖母                   | Our Lady of Darkness            | 2000年9月  | 2023年3月  | [上]ISBN 978-4-488-21826-3 [下]ISBN 978-4-488-21827-0   | 東京創元社〈創元推理文庫〉 | 田村美佐子 | 訳者あとがき       |
| 11 |                            | Smoke in the Wind               | 2001年9月  |            |                                                         |                            |            |                    |
| 12 |                            | The Haunted Abbot               | 2002年9月  |            |                                                         |                            |            |                    |
| 13 |                            | Badger's Moon                   | 2003年9月  |            |                                                         |                            |            |                    |
| 14 | 修道女フィデルマの采配     | Whispers of the Dead （短編集） | 2004年5月  | 2022年2月  | ISBN 978-4-488-21825-6                                  | 東京創元社〈創元推理文庫〉 | 田村美佐子 | 巻末解説：石井千湖 |
| 15 |                            | The Leper's Bell                | 2004年9月  |            |                                                         |                            |            |                    |
| 16 |                            | Master of Souls                 | 2005年9月  |            |                                                         |                            |            |                    |
| 17 |                            | A Prayer for the Damned         | 2006年9月  |            |                                                         |                            |            |                    |
| 18 |                            | Dancing with Demons             | 2007年9月  |            |                                                         |                            |            |                    |
| 19 |                            | The Council of the Cursed       | 2008年7月  |            |                                                         |                            |            |                    |
| 20 |                            | The Dove of Death               | 2009年7月  |            |                                                         |                            |            |                    |
| 21 |                            | The Chalice of Blood            | 2010年7月  |            |                                                         |                            |            |                    |
| 22 |                            | Behold a Pale Horse             | 2011年7月  |            |                                                         |                            |            |                    |
| 23 |                            | The Seventh Trumpet             | 2012年7月  |            |                                                         |                            |            |                    |
| 24 |                            | Atonement Of Blood              |            |            |                                                         |                            |            |                    |
| 25 |                            | The Devil's Seal                |            |            |                                                         |                            |            |                    |
| 26 |                            | The Second Death                |            |            |                                                         |                            |            |                    |
| 27 |                            | Penance of the Damned           |            |            |                                                         |                            |            |                    |
| 28 |                            | The Lair of the White Fox       |            |            |                                                         |                            |            |                    |
| 29 |                            | Night of the Lightbringer       | 2018年5月  |            |                                                         |                            |            |                    |
| 30 |                            | Bloodmoon                       | 2018年9月  |            |                                                         |                            |            |                    |
| 31 |                            | Blood in Eden                   | 2019年7月  |            |                                                         |                            |            |                    |
| 32 |                            | The Shapeshifter's Lair         | 2020年9月  |            |                                                         |                            |            |                    |

短編集
| #                                 | 収録作品（原題）                            | 初出   | 邦題                                                                 | 舞台                         | 収録先 |
| --------------------------------- | ------------------------------------------- | ------ | -------------------------------------------------------------------- | ---------------------------- | ------ |
| Hemlock At Vespers（2000年3月）   |                                             |        |                                                                      |                              |        |
| 01                                | Murder in Repose                            | 1993年 | まどろみの中の殺人                                                   | モアン王国のキャシャル       | 洞察   |
| 02                                | Murder by Miracle                           | 1993年 | 奇蹟ゆえの死                                                         | モアン王国南西部の小島       | 洞察   |
| 03                                | Tarnished Halo                              |        | 汚（けが）れた光輪（ヘイロウ）                                       |                              | 探求   |
| 04                                | Abbey Sinister                              |        | 不吉なる僧院                                                         |                              | 探求   |
| 05                                | Our Lady of Death                           | 2000年 | 旅籠の幽霊                                                           | モアン王国のコメーラ山脈     | 叡智   |
| 06                                | Hemlock at Vespers                          | 1993年 | 晩祷の毒人参                                                         | ラーハン王国のキルデア       | 洞察   |
| 07                                | At the Tent of Holofernes                   | 1997年 | ホロフェルネスの幕舎（ばくしゃ）                                     | ラーハン王国のオー・ドローナ | 叡智   |
| 08                                | A Canticle for Wulfstan                     |        | ウルフスタンへの頌歌（カンティクル）                                 |                              | 探求   |
| 09                                | The High King's Sword                       | 1993年 | 大王の剣                                                             | タラ                         | 叡智   |
| 10                                | The Poisoned Chalice                        | 1996年 | 聖餐式の毒杯                                                         | ローマ                       | 叡智   |
| 11                                | Holy Blood                                  |        | ゲルトルーディスの聖なる血                                           |                              | 探求   |
| 12                                | A Scream from the Sepulchre                 | 1998年 | 大王廟の悲鳴                                                         | タラ                         | 叡智   |
| 13                                | The Horse That Died for Shame               | 1995年 | 名馬の死                                                             | ラーハン王国                 | 洞察   |
| 14                                | Invitation to a Poisoning                   | 1998年 | 毒殺への誘い                                                         | モアン王国のムスクレイガ     | 洞察   |
| 15                                | Those That Trespass                         |        | 道に惑（まど）いて （罪、犯せし者たち[1]）                           |                              | 探求   |
| Whispers of the Dead（2004年5月） |                                             |        |                                                                      |                              |        |
| 01                                | Whispers of the Dead                        |        |                                                                      |                              |        |
| 02                                | Corpse on a Holy Day                        |        |                                                                      |                              |        |
| 03                                | The Astrologer Who Predicted His Own Murder |        | みずからの殺害を予言した占星術師 （自分の殺害を予言した占星術師[2]） |                              | 采配   |
| 04                                | The Blemish                                 |        |                                                                      |                              |        |
| 05                                | Dark Moon Rising                            |        |                                                                      |                              |        |
| 06                                | Like a Dog Returning...                     |        |                                                                      |                              |        |
| 07                                | The Banshee                                 |        |                                                                      |                              |        |
| 08                                | The Heir-Apparent                           |        | 法廷推定相続人                                                       |                              | 采配   |
| 09                                | Who Stole the Fish?                         |        | 魚泥棒は誰だ                                                         |                              | 采配   |
| 10                                | Cry "Wolf!"                                 |        | 「狼だ！」                                                           |                              | 采配   |
| 11                                | Scattered Thorns                            |        |                                                                      |                              |        |
| 12                                | Gold at Night                               |        |                                                                      |                              |        |
| 13                                | Death of an Icon                            |        |                                                                      |                              |        |
| 14                                | The Fosterer                                |        | 養い親                                                               |                              | 采配   |
| 15                                | The Lost Eagle                              |        |                                                                      |                              |        |

## 作品の舞台・背景
エール五王国
アイルランド五王国のこと。7世紀のアイルランドは、モアン（現マンスター）、ラーハン（現レンスター）、オラー（現アルスター）、コナハト（現コノート）の四王国と、大王（ハイ・キング）が政を行う都タラがあるミースの5つに分かれていた。
モアン王国
五王国の中で最大の王国。首都はキャシェル。現在のマンスター地方。7世紀のモアン王国は、現在のクレア、ケリー、リメリック、コーク、ティペラリーの五県辺り。マンスターという名称は9世紀になってからの造語である。
ラーハン王国
現在のレンスター地方。モアン王国に次ぐ勢力を誇り、モアンと対立関係にある国。フィデルマが所属するキルデアの修道院はラーハン王国内にある。
宗教の違い
アイルランドに古来から伝わる多神教、ケルト系キリスト教、5世紀に伝わったキリスト教（ローマ派）のせめぎ合いも作品の主題の一つとして書かれる。舞台となる7世紀のアイルランドのケルト教会の典礼や思想は多くの点でローマ教会と異なっていた。
フィデルマの恋愛
聖職者の独身主義がそれほど広く支持されていた慣行ではなかった点はケルト教会・ローマ教会に共通し、キリスト教を信仰しながら、結婚し子供を育てることはしばしばあった。フィデルマの実らなかった初恋に起因する男性に対する見方、新たな恋の始まり、結婚・妊娠なども描かれる。
男女の権利・社会的地位
古代アイルランド社会では、女性は多くの面で男性とほぼ同等の地位や権利を認められていた。宗教施設（修道院など）では男女を区別することなく受け入れ、女性も、男女共学の最高学府で学ぶことができ、高位の公的地位に就くことができた。
アイルランドには、長子相続や世襲制度といった慣習はなく、最も優れた人間が上に立つべきだとブレホン法で定められている。王や族長が薨去したり廃位させられたりした際に後継者争いが生じるのを避けるために、彼らの在位中にターニシュタと呼ばれる次期継承者を予め選出しておく。
キルデアの修道院
フィデルマが所属する修道院。聖女ブリジットによってアイルランド最初の女子修道院として建立された。後に供住修道院へ変わる。

## 用語
ドーリィー
主人公・フィデルマの職業。法廷弁護士。エール五王国のいずれの法廷にも立つことができる。
アンルー
法律家の第二位の資格。上位弁護士。上級裁判官による裁きを必要としない訴訟の場合、名指しで要請を受ければ、法廷で裁判官として審理を行い、判決を下すことができる。詩学、文学、法律、医学に関する深い知識を持つ。
アイルランドの教育機関が授与する最高位の資格「オラヴ」に次ぐ階級で、諸王国の王ともほぼ対等な立場で会話ができる。その資格を得るためには、修道院付属の学問所、あるいは伝統的な〈詩人の学問所〉で7年から9年学ばなければならない。
オラヴ
大王の前でも着座を許される、最高位の法官。アイルランドの全オラヴの最高位に立つ大ブレホンとなると、大王によって開催される〈大集会〉における法廷では、大王ですら彼より先に口を開くことは許されない。
オー・フィジェンティ
モアン王国を形成する小王国の一つ。モアン王に服従はしているが、反逆の機会を狙っている王国内の危険分子。
ブレホン法
古代アイルランドの法律。「裁判官」を意味する「ブレハヴ」に由来するアイルランド語。
数世紀に渡る実践の中で複雑化し洗練され、必要があれば改正された。17世紀まで存続していたが、18世紀に消滅した。
第40代大王オラブ・フォーラによって集大成され、3年ごとに万聖節〔サウィン・フェシュ、冬迎えの祭り〕の日に大王都タラで〈タラの祭典〉と呼ばれる慣行を確定した。アイルランド全土の裁判官・弁護士・行政官らが集まり、法律について論じ合い、必要とあらば改正するということも〈タラの祭典〉の重要な機能である。
犯罪に対して「報復的な処罰」という考え方はなく、殺人のような大罪であっても、犠牲者やその家族に対する「弁償」という形で、悪事を犯した者に何らかの有意義な仕事をさせて犠牲者に償わせるなど、慈悲の精神に富んだ法律。「障害がある者を嘲笑・侮辱してはいけない」など、障害者の庇護に関する近親者の義務が定められている。
ウィトビアにおける宗教会議
664年、ノーサンブリア王国ウィトビアの修道院でノーサンブリア王オスウィーの主催で開かれた宗教会議。オスウィー王が、対立が顕著になり始めたアイルランド教会とローマ教会に議論を戦わせ、その結果、ローマ教会を支持すると発言し、アイルランド教会は孤立化していった。
第1作『死をもちて赦されん』で、この会議中に起こった尼僧殺害事件をフィデルマがドーリィーとして解明していくところからシリーズは始まる。アイルランド教会派のフィデルマとローマ教会派のエイダルフはこの会議に出席し、初めて知り合った。

## 主な登場人物
フィデルマ
修道女。エール五王国のいずれの法廷にも立つことができるドーリィー（法廷弁護士）であり、アンルー（上位弁護士・裁判官）でもある。関係者の証言を集め、その矛盾を突き、数々の証拠から論理的に真実を見出す。フィデルマ自身も短編「聖餐式の毒杯」で「質問をしてその答えから論理的に結論を求めてゆくのが、私の仕事です」と述べている。
モアン王国の王家"キャシェルのオーガナハト"の王女。モアン国王コルグーの妹、先王カハルの姪、数代前の王ファルバ・フランの娘。キャシェル城で生まれ育った。「まどろみの中の殺人」ではブレホンの長から20代半ばと推察されている。すらりとした長身で、瞳の色は灰色がかった緑、被り物（ベール）の下から赤い髪が一房はみ出している。
一時期、キルデアに聖女ブリジットによって建てられた修道院で暮らしたため、「キルデアのフィデルマ」とも呼ばれる。
神学、ヘブライ語、ギリシャ語、ラテン語、ラテン文学に通暁している。タラのモラン師の元でブレホン法について8年間教育を受けた後、隣国ラーハンにあるキルデアの修道院でキリスト教に基づく幅広い学問を修めた。トゥリッド・スキアギッドという、武器を用いない護身術にも長けており、文武両道、才色兼備の女性。王の妹という自身の身分を笠に着て偉ぶることを嫌い、必要がなければ、そのことを伝えない場合も多々ある。
17歳の時、大王護衛隊の戦士と恋に落ち、愛を育んだが、彼が別の女を好きになってしまい、別れることになった。
エイダルフ
南サクソン出身の修道士。正式名称はサックスハムのエイダルフ。ローマ教会派に属する、シリーズのほとんどの作品に登場する、フィデルマのよき助手。いわゆるワトソン役。
世襲職である行政長官の家柄に生まれた。アイルランドから来た布教者によってキリスト教に改宗し、アイルランドのダロウ修道院、トゥアムの医学院で学業を続けたが、その後、ローマ教会へ入る。フィデルマと異なる宗教観を持っているため、2人で度々議論を戦わせる。
タラのモラン
フィデルマの恩師。最高位の資格オラヴを持つ。
カハル
リス・ヴォールの修道院院長。温和で虚栄心を知らない人柄。
若い頃、戦士として訓練を受けたことがあり、筋肉質でがっしりとした体格をしている。武勲の誉れ高い族長の子息であったが、全財産を自分のクランの貧しい人々に分け与え、自らは宗門の中で清貧の生活を送り、修道院院長としても、アイルランドで最も秀でた教師としても名高い人物。
キャシェルのコルグー
フィデルマの兄。モアン王国の王。
第1長編『死をもちて赦されん』・短編「旅籠の幽霊」では“王位継承予定者”という位置付けであったが、王の薨去に伴い『幼き子らよ、我がもとへ』で王位を継承する。
ベッカン
小王国コルコ・ロイーグダのブレホン（裁判官）の長。

## 作中の年表
| 年        | 作品                           | 主な出来事 | 舞台                             |
| --------- | ------------------------------ | --- | -------------------------------- |
| 639       |                                | コルグーとフィデルマの父、ファルバ・フランが亡くなる                                                                      |                                  |
| 662       |                                | コルグーとフィデルマの叔父、カハル・マク・カヒルがモアン王に即位する。                                                    |                                  |
|           | 「まどろみの中の殺人」         | | アイルランド                     |
|           | 「奇蹟ゆえの死」               | | アイルランド                     |
|           | 「大王の剣」                   | シャハナサッハ、大王に即位                                                                                                | アイルランド                     |
|           | 「晩祷の毒人参」               | フィデルマ、アード・マハへの巡礼を決意                                                                                    | アイルランド                     |
| 664       |                                | 664年から668年にかけて黄色疫病（イエロー・プレイグ）の猖獗期。                                                            |                                  |
| 664       | 『死をもちて赦されん』         | ウィトビアの宗教会議 | ウィトビア（現在のイングランド） |
| 664       | 『サクソンの司教冠（ミトラ）』 | | ローマ                           |
|           | 「聖餐式の毒杯」               | | ローマ                           |
| 665       | 『幼き子らよ、我がもとへ』     | フィデルマ、兄コルグーと数年ぶりの再会 カハル・マク・カヒル王、イエロー・プレイグで死去、ターニシュタのコルグーが王に即位 | アイルランド                     |
| 666       | 『蛇、もっとも禍し』           | | アイルランド                     |
| 666       | 『蜘蛛の巣』                   | | アイルランド                     |
|           | 「大王廟の悲鳴」               | 「大王の剣」より3年後 | アイルランド                     |
| 666       | 『翳深き谷』                   | | アイルランド                     |
| 666       | 『消えた修道士』               | 9月 | アイルランド                     |
| 666       | 『憐れみをなす者』             | 秋の終わりごろ | アイルランド、スペイン           |
| 666       | 『The haunted Abbot』          | 12月 | イースト・アングリア             |
| 667       | 『Our Lady of Darkness』       | | アイルランド                     |
| 明記 なし | 『Smoke in the wind』          | | ウェールズ                       |
| 667       | 『Badger's Moon』              | | アイルランド（マンスター）       |
| 667       | 『The Leper's Bell』           | 11月 | アイルランド（マンスター）       |
| 667       | 『Master of Souls』            | | アイルランド                     |
| 668       | 『A Prayer for the Damned』    | | アイルランド                     |